# 국립전통예술중학교
국립전통예술중학교(國立傳統藝術中學校, National Middle School of Traditional Arts)는 대한민국 서울특별시 금천구에 위치한 국악 교육을 위한 국립 민족예술전문 분야 각종학교로, 이 학교는 1960년 5월 13일에 국악예술학교로 첫 개교되었다.

## 연혁
- 1958년 박헌봉, 박귀희, 김소희 등의 노력으로 '국악학원기성회' 조직
- 1960년 문교부로부터 국악예술학교 설립인가를 받음 (중·고등학교 과정, 관훈동에서 사립학교로 개교)
  - 학교설립자 겸 초대 교장은 박헌봉
- 1964년 국악예술학교 부설 학생국악관현악단 창설 (남산으로 이전)
- 1968년 운니동으로 이전
- 1970년 석관동으로 이전
- 1971년 국악예술학교 폐지 한국국악예술학교로 개편, 중학교 과정 일시 중단
- 1973년 재단법인 국악학원 설립인가를 받아 박귀희 초대 이사장 취임
- 1983년 재단법인에서 학교법인 국악학원으로 조직 변경
- 1992년 시흥동으로 이전 (현위치)
- 1998년 교육부지정 자율학교 시범운영학교
- 1999년 서울국악예술학교 준공
- 2002년 서울특별시교육청지정 자율학교 지정
- 2008년 전통예술학교로 전환
- 2015년 국립전통예술중학교로 교명 변경 (사립에서 국립으로 전환)

## 같이 보기
- 국립전통예술고등학교
- 국악학교